# Бригадирівка (Кременчуцький район)
Бригади́рівка — село в Україні, у Козельщинській селищній громаді Кременчуцького району Полтавської області. Населення становить 200 осіб. До 2020 орган місцевого самоврядування — Оленівська сільська рада.

## Географія
Село Бригадирівка знаходиться біля витоків річки Вовча, нижче за течією на відстані 1 км розташоване село Кащівка. Поруч проходить залізниця, станція Зеленівка.

## Історія
Засноване за володіння цими землями 1743-1757 миргородського полковника Василя Петровича Капніста. Він дозволив селитися вихідцям із інших сіл.
За даними на 1859 рік у власницькому та козацькому селі Кобеляцького повіту Полтавської губернії, мешкало 500 осіб (230 чоловічої статі та 270 — жіночої), налічувалось 98 дворових господарств, існували православна церква та завод.
Станом на 1900 рік село було центром окремої, Бригадирівської волості.
За адміністративно-територіальної реформи 7 березня 1923 волость перетворено на Бригадирівський район, районний центр перенесено до села Козельщина.
26 квітня 1933 року район перейменовано на Козельщинський район.
12 червня 2020 року, відповідно до розпорядження Кабінету Міністрів України № 721-р «Про визначення адміністративних центрів та затвердження територій територіальних громад Полтавської області», село увійшло до складу Козельщинської селищної громади.
19 липня 2020 року, в результаті адміністративно - територіальної реформи та ліквідації Козельщинського району, село увійшло до складу новоутвореного Кременчуцького району.
22 червня 2023 року рішенням Національної комісії зі стандартів державної мови віднесено до списку населених пунктів, які «можуть не відповідати лексичним нормам української мови», зокрема стосуватися «російської імперської чи колоніальної політики». Громаді рекомендовано обґрунтувати доцільність збереження поточної назви або запропонувати нову назву в установленому законодавством порядку.

## Галерея

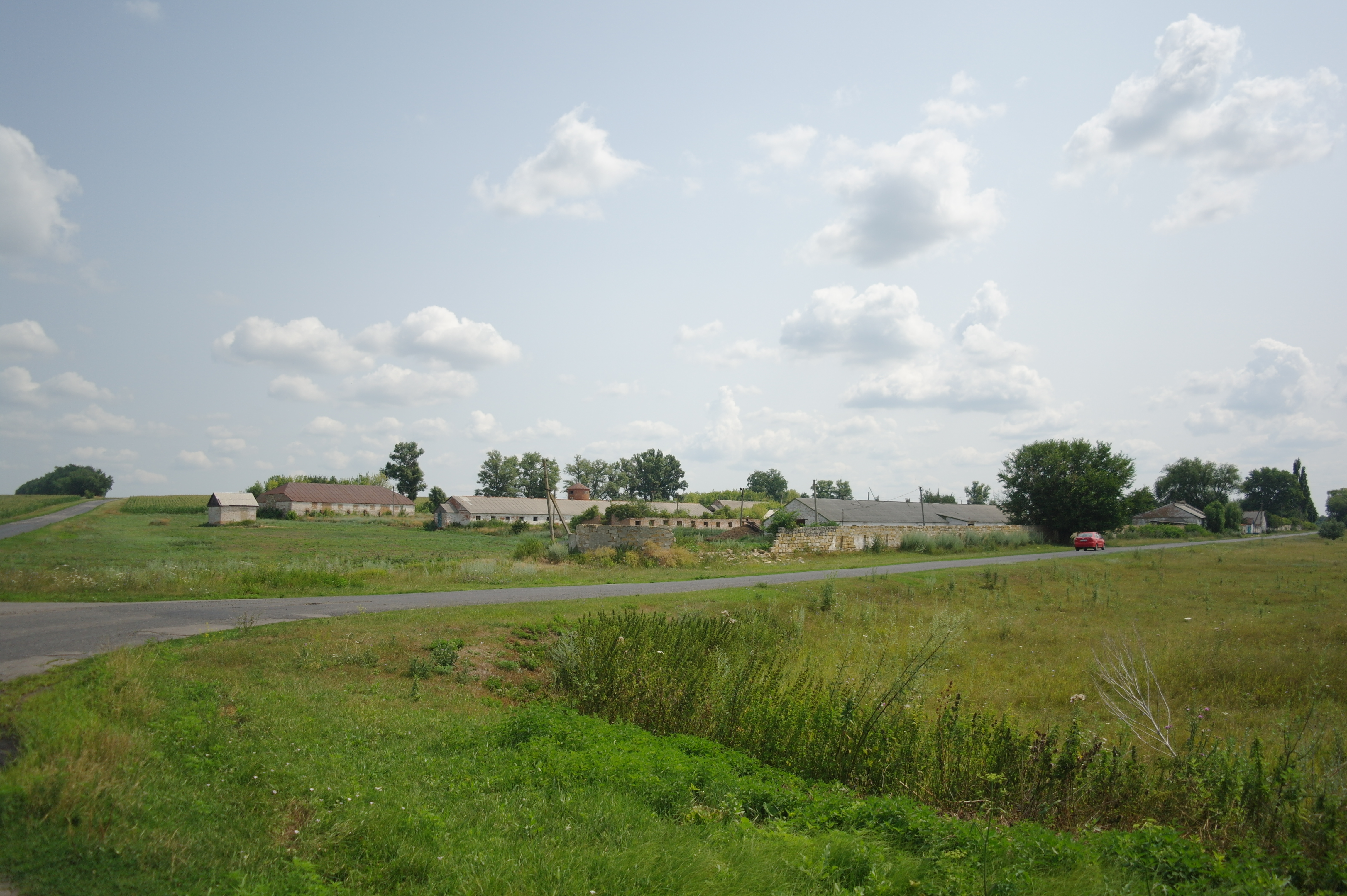
Приватні господарства
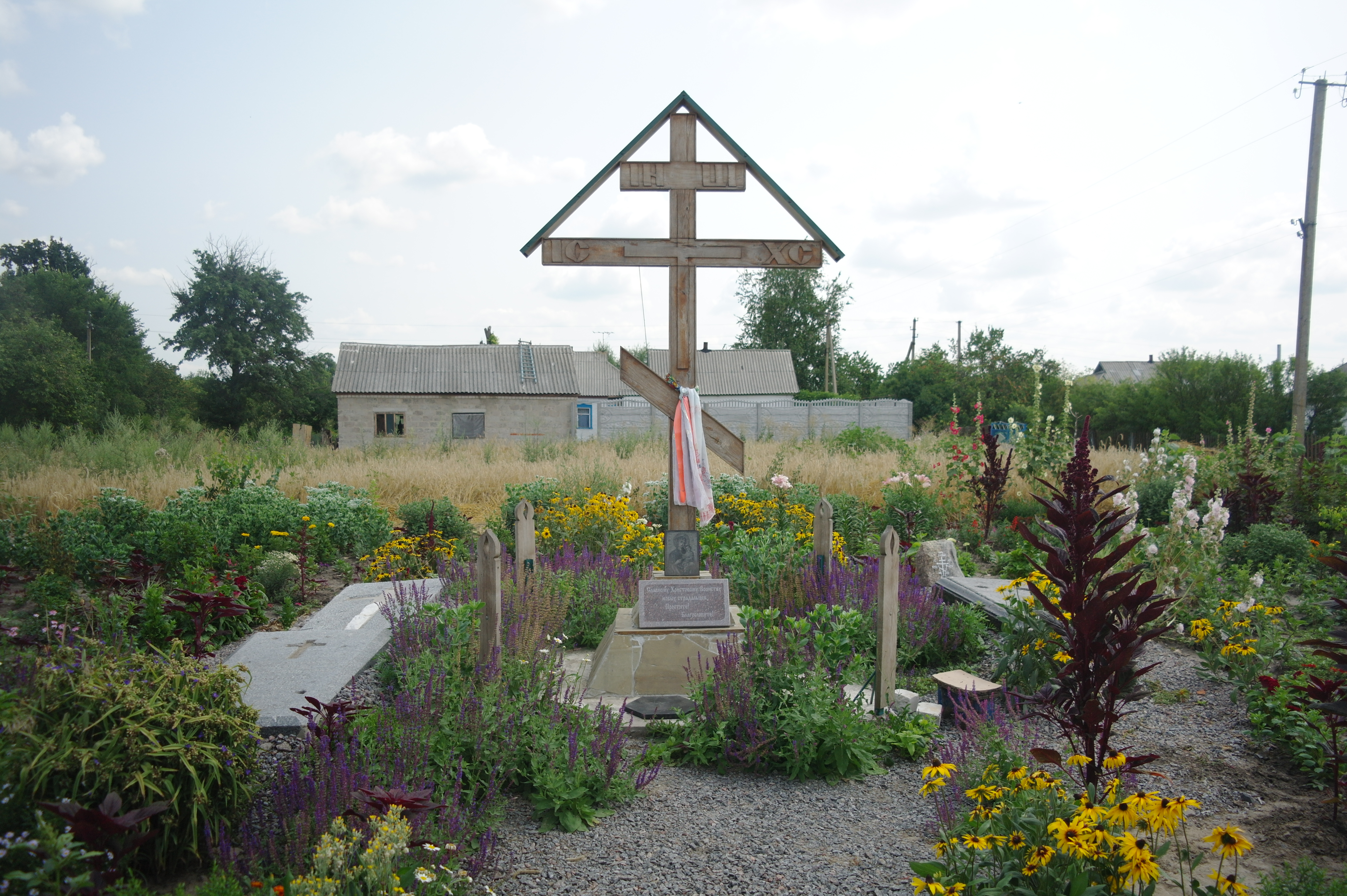
Хрест на місці де заклали фундамент нової церкви
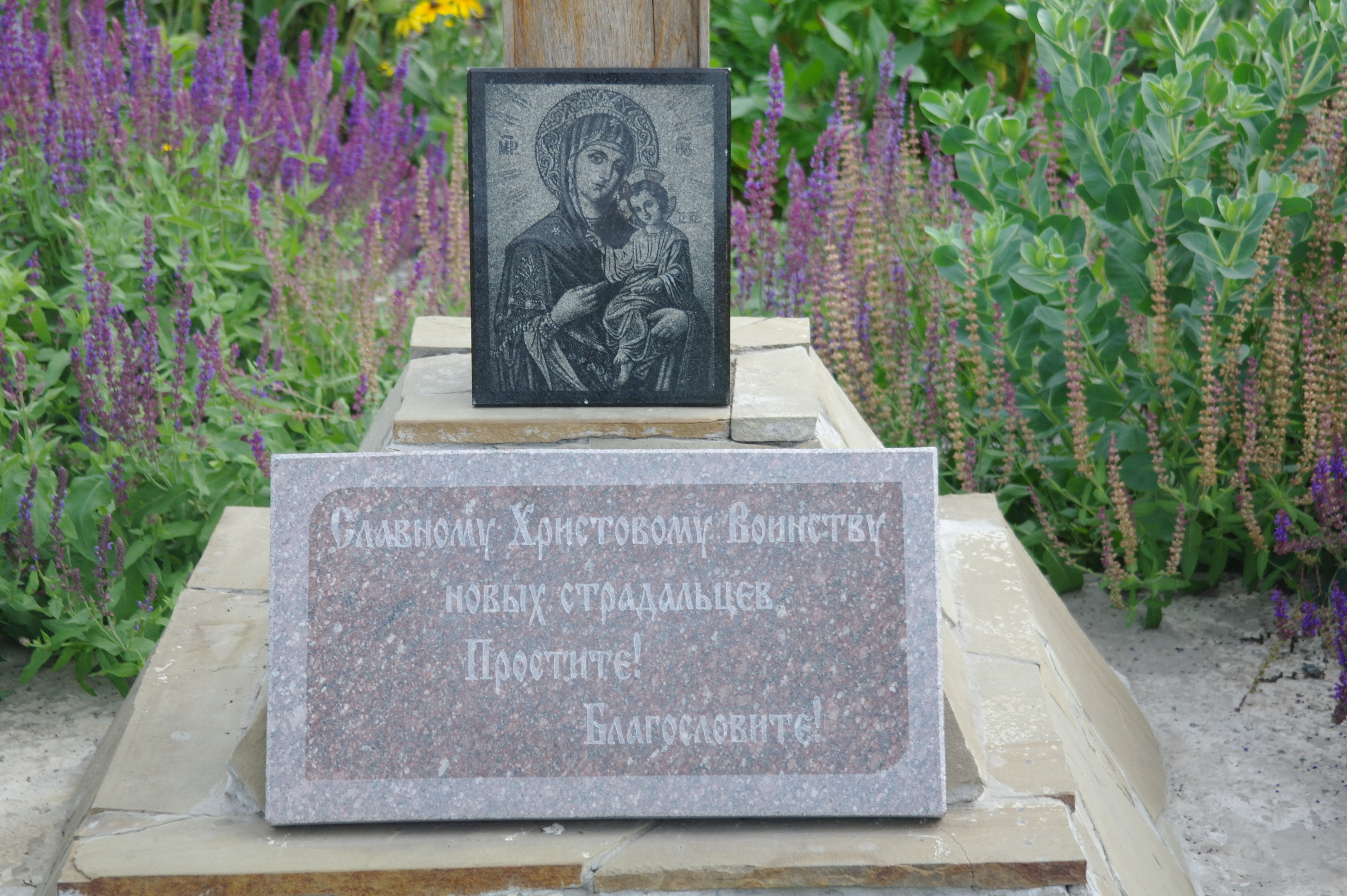
Підпис та ікона під хрестом
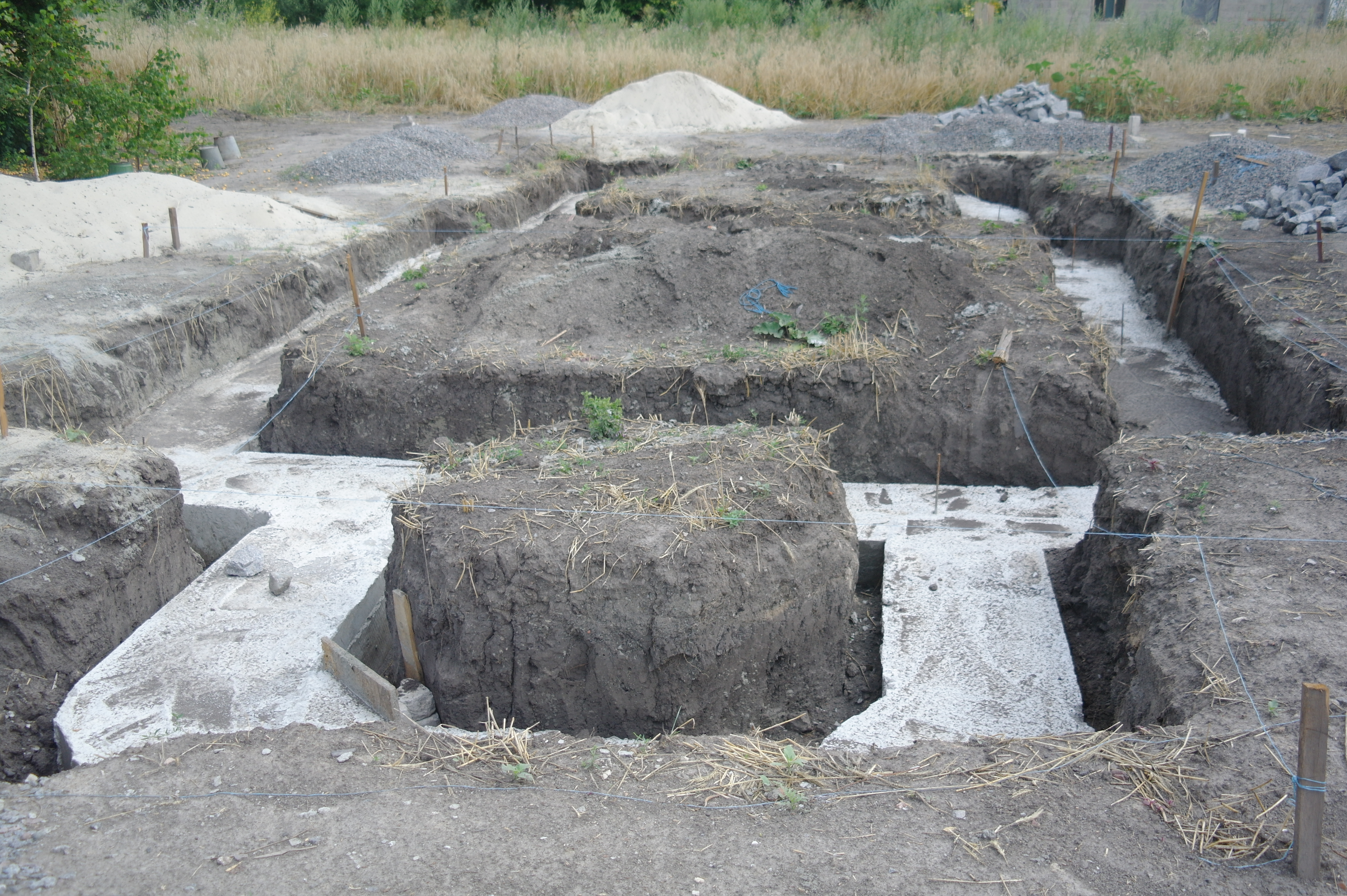
Фендамент нової церкви
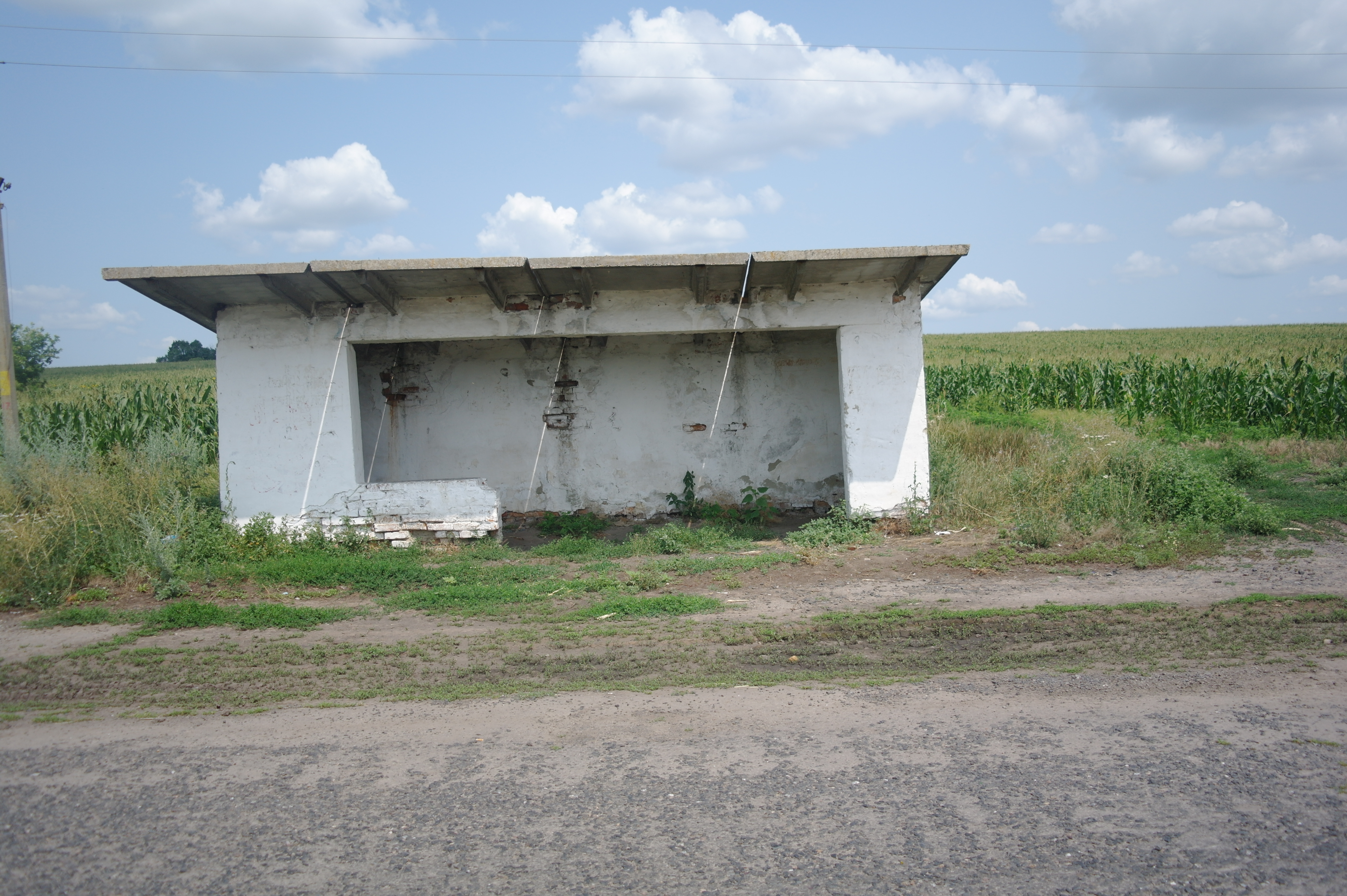
Зупинка
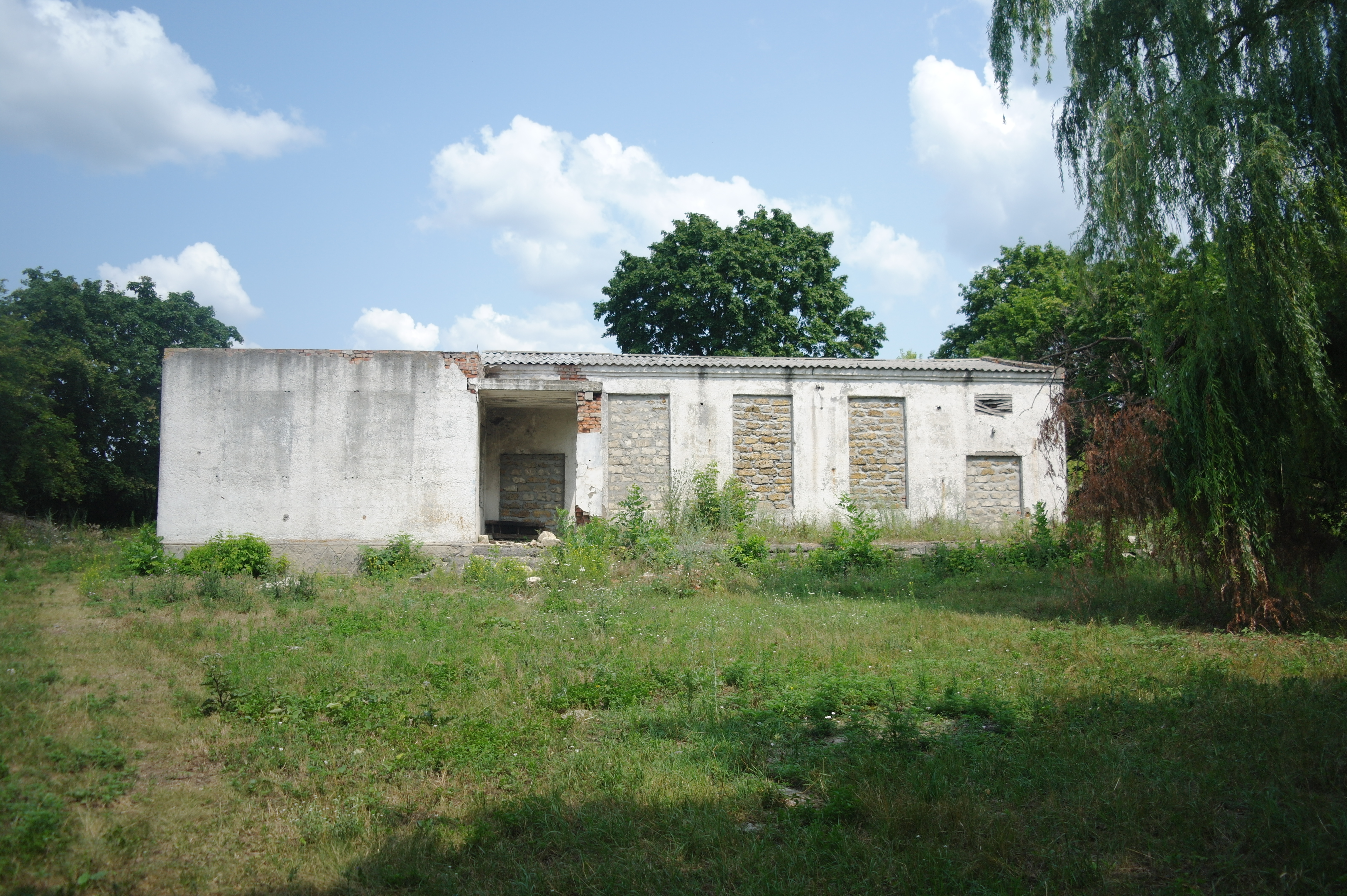
Зруйнований клуб
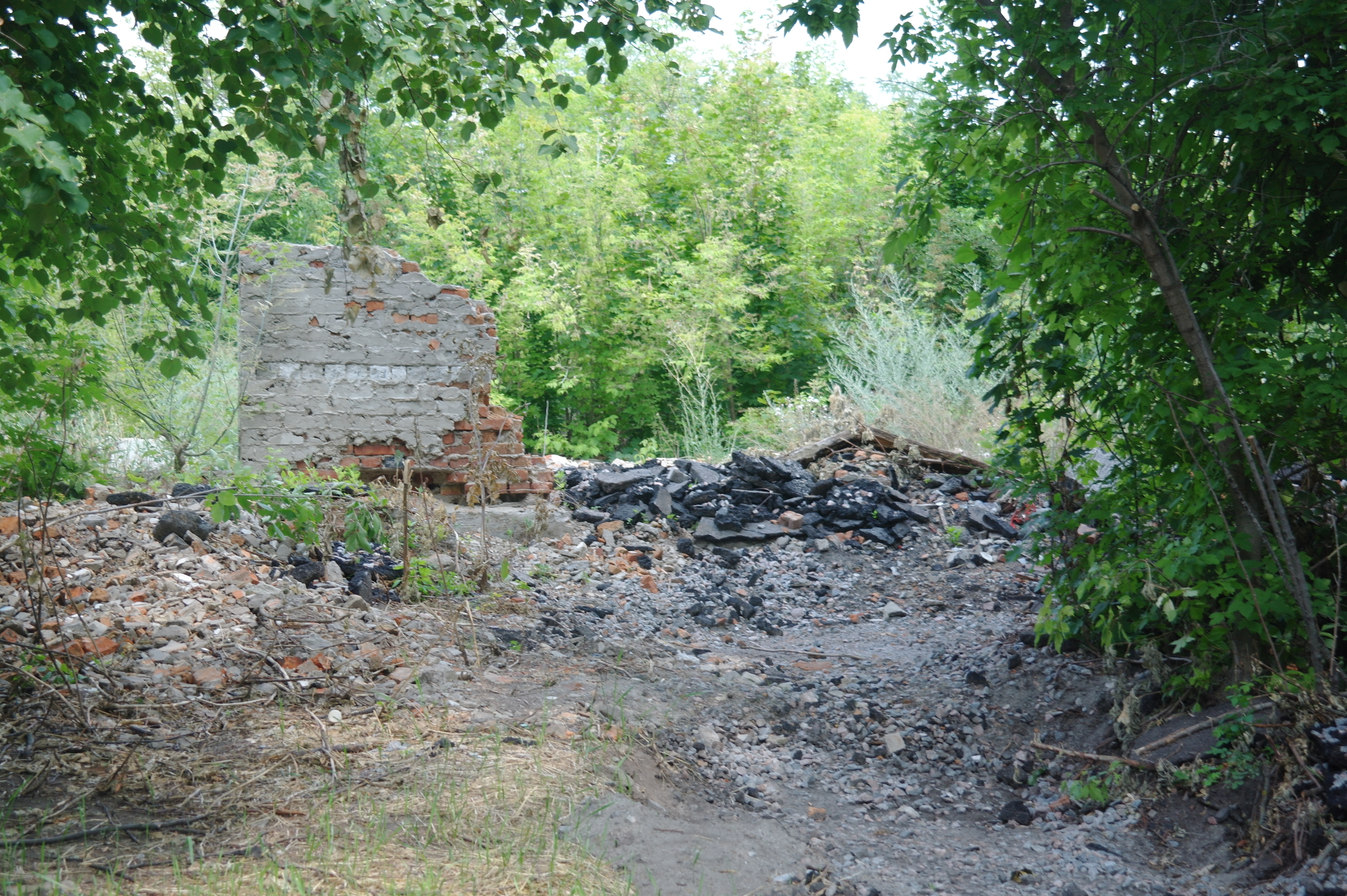
Повністю зруйнована школа
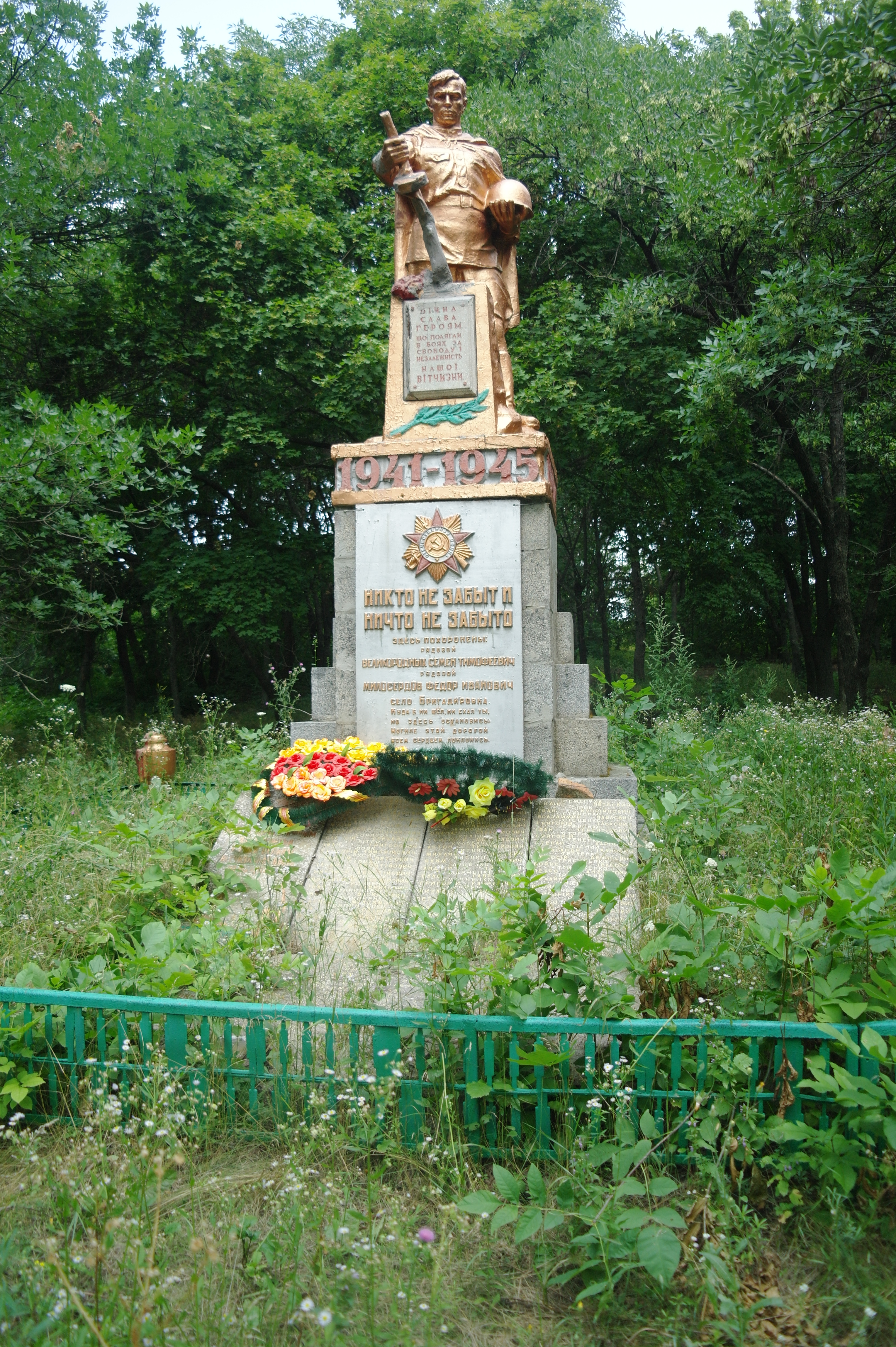
Пам'ятник героям ДСВ
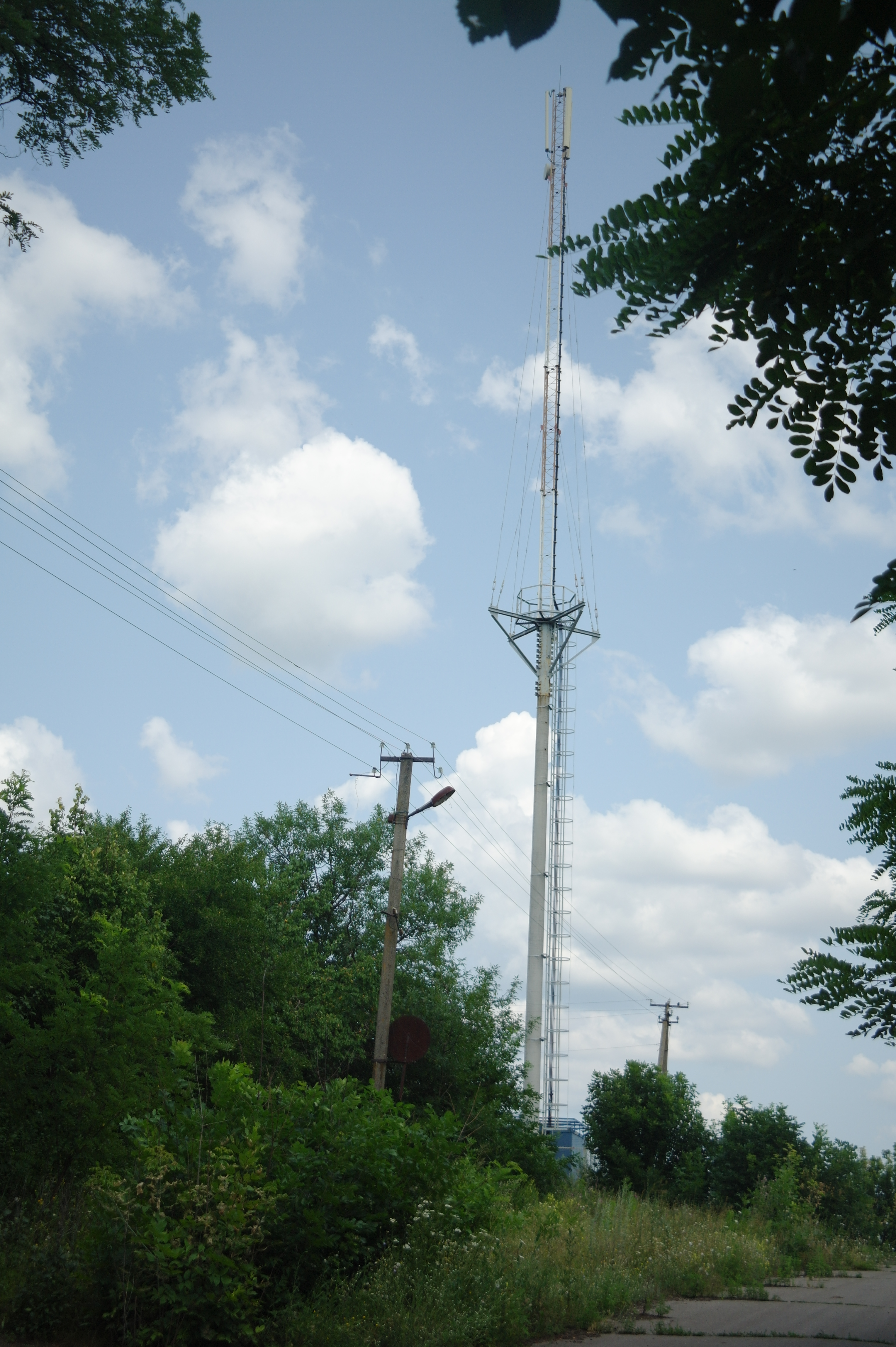
Вишка зв'язку